# Music of the Spheres World Tour
Il Music of the Spheres World Tour è l'ottava tournée del gruppo musicale britannico Coldplay, intrapresa a supporto del nono e decimo album in studio Music of the Spheres e Moon Music.

## Descrizione

### Antefatti e promozione
Nel 2019, subito prima dell'uscita dell'ottavo album Everyday Life, i Coldplay hanno dichiarato che non avrebbero intrapreso un tour finché non avessero potuto garantire la sostenibilità dei loro concerti, spingendoli a promuovere il disco tramite un'esibizione speciale nella Cittadella di Amman, in Giordania, trasmesso in live streaming su YouTube. Il 14 ottobre 2021, il gruppo ha pubblicato sui loro profili social un annuncio in cui esprimeva la sua decisione di tornare ad esibirsi dal vivo dopo la pandemia di COVID-19, facendo inoltre sapere di aver sviluppato un piano dettagliato in dodici fasi con un team di esperti volto ad applicare soluzioni di sostenibilità a basso impatto ambientale per ridurre le emissioni di anidride carbonica del 50% in meno rispetto al precedente A Head Full of Dreams Tour, tenutosi tra il 2016 e il 2017. Per celebrare l'uscita dell'album Music of the Spheres, il 22 ottobre i Coldplay si sono esibiti in un concerto gratuito presso la Climate Pledge Arena di Seattle, trasmesso da Prime Video e cui ha fatto seguito una loro apparizione al Programme for People and Planet all'Expo 2020.

### Preparazione e allestimento
Come affermato dallo stesso gruppo, sempre dimostratosi sensibile alla «causa ambientalista», il percorso del tour è stato studiato per ridurre al minimo gli spostamenti tramite aereo, prediligendo l'utilizzo di veicoli elettrici o mezzi di trasporto alimentati da biocombustibili; inoltre, i singoli membri dei Coldplay si sono impegnati a corrispondere supplementi ai voli commerciali affinché fossero impiegati carburanti più sostenibili. Gli stadi che hanno ospitato i concerti sono stati dotati di un palco costruito con materiali riutilizzabili (tra cui bambù e acciaio riciclato) nell'ambito di un piano cinetico volto a raccogliere e sfruttare l'energia prodotta dal pubblico durante lo spettacolo; inoltre è stato specificato come la corrente elettrica necessaria per alimentare display LED, laser e sistemi di diffusione sonora è stata prelevata da fonti rinnovabili, come pannelli solari e turbine eoliche.
Per gli effetti speciali, i Coldplay hanno usato coriandoli biodegradabili adatti per richiedere meno gas compresso per la loro accensione, mentre i fuochi d'artificio sono stati sottoposti a nuove formule per eliminarne le sostanze chimiche nocive e mitigarne la carica esplosiva. I braccialetti PixMob indossati dal pubblico sono invece stati realizzati con materiali 100% vegetali e, dopo ogni spettacolo, raccolti, sterilizzati e ricaricati.

## Scaletta

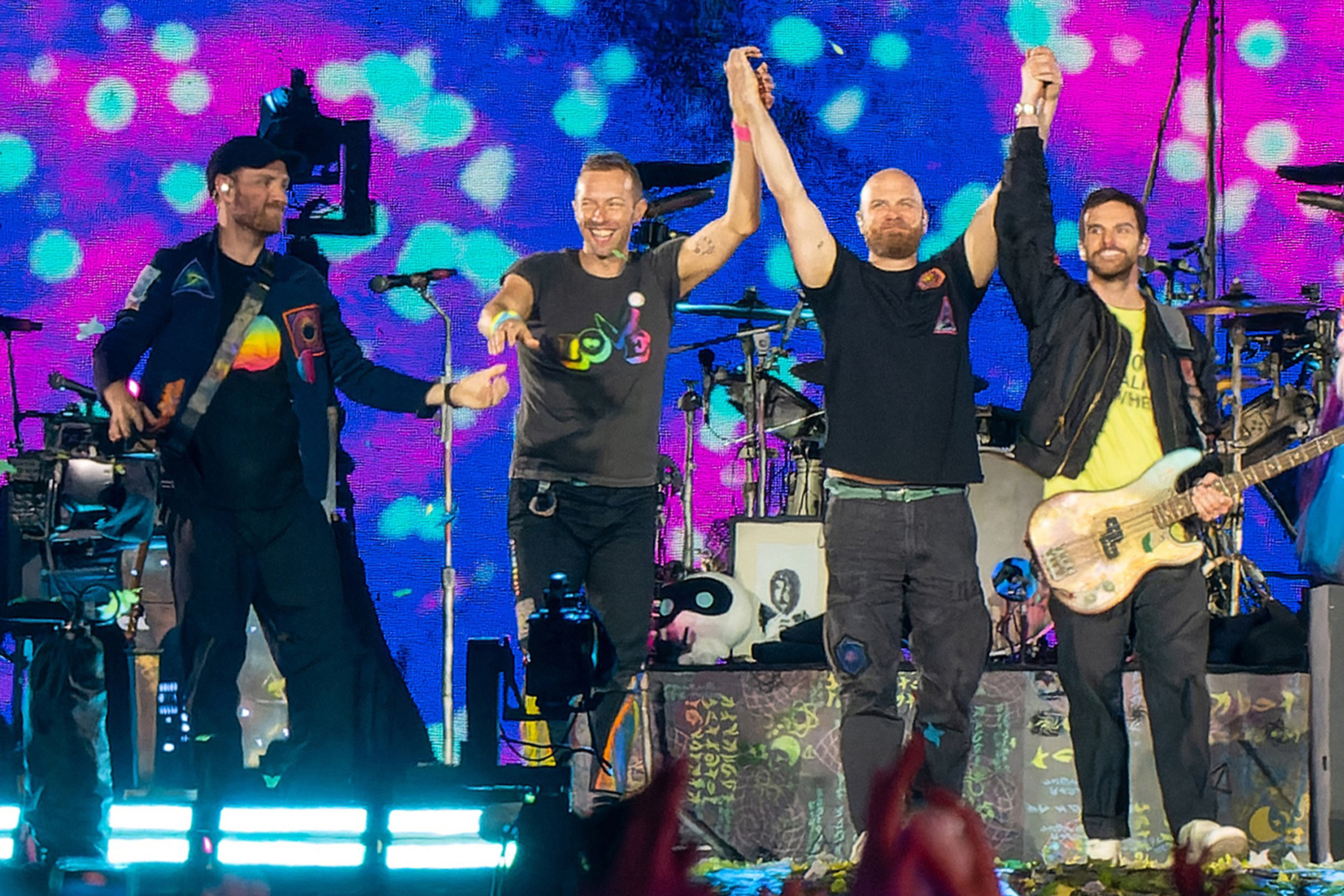
Coldplay in concerto con il tour a Manchester.

La seguente è la scaletta relativa al concerto tenutosi allo stadio Eden Park di Auckland, Nuova Zelanda il 16 novembre 2024, non a tutte le date della tournée. 
Prologo
- Light Through the Veins (video sulla sostenibilità)
- Flying Theme (dalla colonna sonora di E.T. l'extra-terrestre)

Atto I – Planets
- Music of the Spheres I (intro)

1. Higher Power
2. Adventure of a Lifetime
3. Paradise
4. The Scientist (contiene elementi di Oceans)

Atto II – Moons
1. Viva La Vida
2. Hymn for the Weekend
3. Everglow (solo Chris Martin accompagnato da uno o più fan sul palco)
4. God Put a Smile Upon Your Face
5. Yellow (contiene elementi di ALiEN HiTS / ALiEN RADiO)
6. ALL MY LOVE

Atto III – Stars
1. Human Heart
2. People Of The Pride
3. Clocks
4. WE PRAY
5. Infinity Sign (contiene elementi di Music of the Spheres II e Every Teardrop Is a Waterfall)
6. Something Just Like This (contiene elementi di Breakaway di Martin Garrix)
7. My Universe
8. A Sky Full of Stars

Atto IV – Home
- Sunrise (interlude, con elementi del discorso introduttivo di What a Wonderful World di Luis Armstrong)

1. Sparks
2. The Jumbotron Song
3. Fix You (contiene elementi di Midnight e Biutyful)
4. GOOD FEELiNGS
5. Feels like I'm Falling in Love

- A Wave (outro)

## Artisti d'apertura

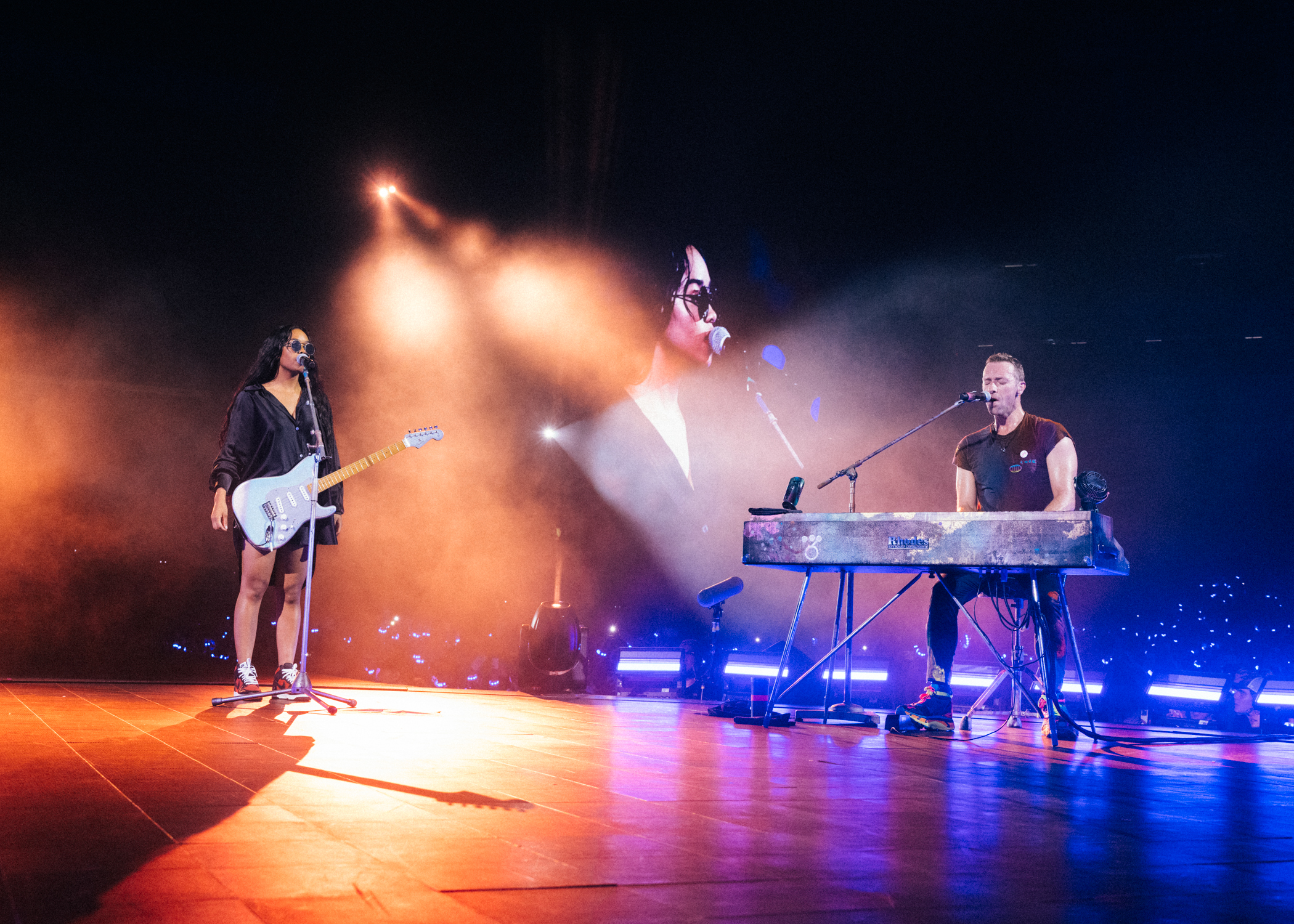
Chris Martin (a destra) duetta con H.E.R. (a sinistra), artista d'apertura per gran parte della tournée.

La seguente lista rappresenta il numero correlato agli artisti d'apertura nella tabella delle date del tour.
- H.E.R. = 1
- MishCatt = 2
- La Marimba = 3
- Carla Morrison = 4
- DannyLux = 5
- Leila Pari = 6
- Alaina Castillo = 7
- Kacy Hill = 8
- Bobby Gonz = 9
- Drama = 10
- Shaed = 11
- Bea Miller = 12
- Lizzy McAlpine = 13
- Mariah the Scientist = 14
- Gigi = 15
- Alli Neumann = 16
- London Grammar = 17
- Mery Spolsky = 18
- Gaumar = 19
- Lous and the Yakuza = 20
- Griff = 21
- Ibibio Sound Machine = 22
- Laura Mvula = 23
- Nina Nesbitt = 24
- Camila Cabello = 25
- Andrea Martinez = 26
- Mabiland = 27
- Princesa Alba = 28
- Zoe Gotusso = 29
- Clara Cava = 30
- CHVRCHES = 31
- Elana Dara = 32
- Clara x Sofia = 33
- Bárbara Bandeira = 34
- Hinds = 35
- Mafalda = 36
- Porij = 37
- Hana Lili = 38
- Laila Al Habash = 39

- Mara Sattei = 40
- Caroline Alves = 41
- Jada = 42
- LUCIIA = 43
- Zoë Tauran = 44
- 070 Shake = 45
- Thelma Plum = 46
- Amy Shark = 47
- Tash Sultana = 48
- Yoasobi = 49
- Accusefive = 50
- Rahmania Astrini = 51
- Bunga = 52
- Jikamarie = 53
- Jasmine Sokko = 54
- Jinan Laetitia = 55
- Rriley = 56
- Valentina Ploy = 57
- Maisie Peters = 58
- Antonia Kaouri = 59
- Emaa = 60
- Solére = 61
- Janelle Monáe = 62
- Ronisia = 63
- Rose Villain = 64
- Zoe Wees = 65
- Alma = 66
- Maggie Rogers = 67
- Wilhelmine = 68
- Oska = 69
- Aby Coulibaly = 70
- Ayra Starr = 71
- Emmanuel Kelly = 72
- Elyanna = 73
- Shone = 74
- Jasleen Royal = 75
- Marf = 76
- Twice = 77
- Willow = 78

## Date
| Data              | Città                | Stato               | Luogo                                      | Artisti d'apertura | Biglietti (venduti / disponibili) | Incasso        |
| Centro America    | Centro America       | Centro America      | Centro America                             | Centro America     | Centro America                    | Centro America |
| ----------------- | -------------------- | ------------------- | ------------------------------------------ | ------------------ | --------------------------------- | -------------- |
| 18 marzo 2022     | San José             | Costa Rica          | Stadio nazionale della Costa Rica          | 1 ; 2              | 86.199 / 86.199                   | $5.687.127     |
| 19 marzo 2022     | San José             | Costa Rica          | Stadio nazionale della Costa Rica          | 1 ; 2              | 86.199 / 86.199                   | $5.687.127     |
| 22 marzo 2022     | Santo Domingo        | Rep. Dominicana     | Stadio olimpico                            | 1 ; 3              | 30.524 / 30.524                   | $2.559.899     |
| Nord America      |                      |                     |                                            |                    |                                   |                |
| 25 marzo 2022     | Monterrey            | Messico             | Stadio BBVA                                | 4 ; 5              | 112.262 / 112.262                 | $8.996.432     |
| 26 marzo 2022     | Monterrey            | Messico             | Stadio BBVA                                | 4 ; 5              | 112.262 / 112.262                 | $8.996.432     |
| 29 marzo 2022     | Guadalajara          | Messico             | Stadio Akron                               | 4 ; 5              | 90.153 / 90.153                   | $8.190.681     |
| 30 marzo 2022     | Guadalajara          | Messico             | Stadio Akron                               | 4 ; 5              | 90.153 / 90.153                   | $8.190.681     |
| 3 aprile 2022     | Città del Messico    | Messico             | Foro Sol                                   | 4 ; 5              | 259.591 / 259.591                 | $19.544.924    |
| 4 aprile 2022     | Città del Messico    | Messico             | Foro Sol                                   | 4 ; 5              | 259.591 / 259.591                 | $19.544.924    |
| 6 aprile 2022     | Città del Messico    | Messico             | Foro Sol                                   | 4 ; 5              | 259.591 / 259.591                 | $19.544.924    |
| 7 aprile 2022     | Città del Messico    | Messico             | Foro Sol                                   | 4 ; 5              | 259.591 / 259.591                 | $19.544.924    |
| 6 maggio 2022     | Dallas               | Stati Uniti         | Cotton Bowl                                | 1 ; 6              | 58.669 / 58.669                   | $6.065.763     |
| 8 maggio 2022     | Houston              | Stati Uniti         | NRG Stadium                                | 1 ; 7              | 46.959 / 46.959                   | $5.413.072     |
| 12 maggio 2022    | Glendale             | Stati Uniti         | State Farm Stadium                         | 1 ; 8              | 42.849 / 42.849                   | $3.542.528     |
| 15 maggio 2022    | Santa Clara          | Stati Uniti         | Levi's Stadium                             | 1 ; 9              | 50.791 / 50.791                   | $5.861.025     |
| 28 maggio 2022    | Chicago              | Stati Uniti         | Soldier Field                              | 1 ; 10             | 107.072 / 107.072                 | $10.969.930    |
| 29 maggio 2022    | Chicago              | Stati Uniti         | Soldier Field                              | 1 ; 10             | 107.072 / 107.072                 | $10.969.930    |
| 1º giugno 2022    | Landover             | Stati Uniti         | FedExField                                 | 1 ; 11             | 47.133 / 47.133                   | $5.196.389     |
| 4 giugno 2022     | East Rutherford      | Stati Uniti         | MetLife Stadium                            | 1 ; 12             | 117.240 / 117.240                 | $13.153.892    |
| 5 giugno 2022     | East Rutherford      | Stati Uniti         | MetLife Stadium                            | 1 ; 12             | 117.240 / 117.240                 | $13.153.892    |
| 8 giugno 2022     | Filadelfia           | Stati Uniti         | Lincoln Financial Field                    | 1 ; 13             | 57.415 / 57.415                   | $5.606.712     |
| 11 giugno 2022    | Atlanta              | Stati Uniti         | Mercedes-Benz Stadium                      | 1 ; 14             | 54.059 / 54.059                   | $5.913.613     |
| 14 giugno 2022    | Tampa                | Stati Uniti         | Raymond James Stadium                      | 1 ; 15             | 55.980 / 55.980                   | $6.300.175     |
| Europa            |                      |                     |                                            |                    |                                   |                |
| 2 luglio 2022     | Francoforte sul Meno | Germania            | Deutsche Bank Park                         | 1 ; 16             | 138.282 / 138.282                 | $13.745.935    |
| 3 luglio 2022     | Francoforte sul Meno | Germania            | Deutsche Bank Park                         | 1 ; 16             | 138.282 / 138.282                 | $13.745.935    |
| 5 luglio 2022     | Francoforte sul Meno | Germania            | Deutsche Bank Park                         | 16 ; 17            | 138.282 / 138.282                 | $13.745.935    |
| 8 luglio 2022     | Varsavia             | Polonia             | PGE Narodowy                               | 1 ; 18             | 57.574 / 57.574                   | $4.576.813     |
| 10 luglio 2022    | Berlino              | Germania            | Stadio Olimpico                            | 16 ; 17            | 216.535 / 216.535                 | $20.389.784    |
| 12 luglio 2022    | Berlino              | Germania            | Stadio Olimpico                            | 1 ; 16             | 216.535 / 216.535                 | $20.389.784    |
| 13 luglio 2022    | Berlino              | Germania            | Stadio Olimpico                            | 1 ; 16             | 216.535 / 216.535                 | $20.389.784    |
| 16 luglio 2022    | Saint-Denis          | Francia             | Stade de France                            | 1 ; 19             | 318.331 / 318.331                 | $28.035.165    |
| 17 luglio 2022    | Saint-Denis          | Francia             | Stade de France                            | 1 ; 19             | 318.331 / 318.331                 | $28.035.165    |
| 19 luglio 2022    | Saint-Denis          | Francia             | Stade de France                            | 17 ; 20            | 318.331 / 318.331                 | $28.035.165    |
| 20 luglio 2022    | Saint-Denis          | Francia             | Stade de France                            | 17 ; 20            | 318.331 / 318.331                 | $28.035.165    |
| 5 agosto 2022     | Bruxelles            | Belgio              | Stadio Re Baldovino                        | 1 ; 20             | 224.719 / 224.719                 | $20.007.105    |
| 6 agosto 2022     | Bruxelles            | Belgio              | Stadio Re Baldovino                        | 1 ; 20             | 224.719 / 224.719                 | $20.007.105    |
| 8 agosto 2022     | Bruxelles            | Belgio              | Stadio Re Baldovino                        | 17 ; 20            | 224.719 / 224.719                 | $20.007.105    |
| 9 agosto 2022     | Bruxelles            | Belgio              | Stadio Re Baldovino                        | 17 ; 20            | 224.719 / 224.719                 | $20.007.105    |
| 12 agosto 2022    | Londra               | Regno Unito         | Stadio di Wembley                          | 1 ; 21             | 464.839 / 464.839                 | $49.209.920    |
| 13 agosto 2022    | Londra               | Regno Unito         | Stadio di Wembley                          | 1 ; 21             | 464.839 / 464.839                 | $49.209.920    |
| 16 agosto 2022    | Londra               | Regno Unito         | Stadio di Wembley                          | 17 ; 22            | 464.839 / 464.839                 | $49.209.920    |
| 17 agosto 2022    | Londra               | Regno Unito         | Stadio di Wembley                          | 1 ; 22             | 464.839 / 464.839                 | $49.209.920    |
| 20 agosto 2022    | Londra               | Regno Unito         | Stadio di Wembley                          | 17 ; 23            | 464.839 / 464.839                 | $49.209.920    |
| 21 agosto 2022    | Londra               | Regno Unito         | Stadio di Wembley                          | 17 ; 23            | 464.839 / 464.839                 | $49.209.920    |
| 23 agosto 2022    | Glasgow              | Regno Unito         | Hampden Park                               | 1 ; 24             | 106.209 / 106.209                 | $10.402.757    |
| 24 agosto 2022    | Glasgow              | Regno Unito         | Hampden Park                               | 17 ; 24            | 106.209 / 106.209                 | $10.402.757    |
| Sud America       |                      |                     |                                            |                    |                                   |                |
| 10 settembre 2022 | Rio de Janeiro       | Brasile             | Parco olimpico                             | N.D.               | N.D.                              | N.D.           |
| 13 settembre 2022 | Lima                 | Perù                | Stadio nazionale del Perù                  | 25 ; 26            | 85.845 / 85.845                   | $9.242.799     |
| 14 settembre 2022 | Lima                 | Perù                | Stadio nazionale del Perù                  | 25 ; 26            | 85.845 / 85.845                   | $9.242.799     |
| 16 settembre 2022 | Bogotà               | Colombia            | Stadio Nemesio Camacho                     | 25 ; 27            | 88.314 / 88.314                   | $8.231.789     |
| 17 settembre 2022 | Bogotà               | Colombia            | Stadio Nemesio Camacho                     | 25 ; 27            | 88.314 / 88.314                   | $8.231.789     |
| 20 settembre 2022 | Santiago del Cile    | Cile                | Stadio Nazionale del Cile                  | 25 ; 28            | 256.916 / 256.916                 | $15.886.887    |
| 21 settembre 2022 | Santiago del Cile    | Cile                | Stadio Nazionale del Cile                  | 25 ; 28            | 256.916 / 256.916                 | $15.886.887    |
| 23 settembre 2022 | Santiago del Cile    | Cile                | Stadio Nazionale del Cile                  | 25 ; 28            | 256.916 / 256.916                 | $15.886.887    |
| 24 settembre 2022 | Santiago del Cile    | Cile                | Stadio Nazionale del Cile                  | 25 ; 28            | 256.916 / 256.916                 | $15.886.887    |
| 25 ottobre 2022   | Buenos Aires         | Argentina           | Stadio Monumental Antonio Vespucio Liberti | 1 ; 29             | 626.841 / 626.841                 | $49.695.814    |
| 26 ottobre 2022   | Buenos Aires         | Argentina           | Stadio Monumental Antonio Vespucio Liberti | 1 ; 29             | 626.841 / 626.841                 | $49.695.814    |
| 28 ottobre 2022   | Buenos Aires         | Argentina           | Stadio Monumental Antonio Vespucio Liberti | 1 ; 29             | 626.841 / 626.841                 | $49.695.814    |
| 29 ottobre 2022   | Buenos Aires         | Argentina           | Stadio Monumental Antonio Vespucio Liberti | 1 ; 29             | 626.841 / 626.841                 | $49.695.814    |
| 1º novembre 2022  | Buenos Aires         | Argentina           | Stadio Monumental Antonio Vespucio Liberti | 1 ; 29             | 626.841 / 626.841                 | $49.695.814    |
| 2 novembre 2022   | Buenos Aires         | Argentina           | Stadio Monumental Antonio Vespucio Liberti | 1 ; 30             | 626.841 / 626.841                 | $49.695.814    |
| 4 novembre 2022   | Buenos Aires         | Argentina           | Stadio Monumental Antonio Vespucio Liberti | 1 ; 29             | 626.841 / 626.841                 | $49.695.814    |
| 5 novembre 2022   | Buenos Aires         | Argentina           | Stadio Monumental Antonio Vespucio Liberti | 1 ; 29             | 626.841 / 626.841                 | $49.695.814    |
| 7 novembre 2022   | Buenos Aires         | Argentina           | Stadio Monumental Antonio Vespucio Liberti | 1 ; 29             | 626.841 / 626.841                 | $49.695.814    |
| 8 novembre 2022   | Buenos Aires         | Argentina           | Stadio Monumental Antonio Vespucio Liberti | 1 ; 29             | 626.841 / 626.841                 | $49.695.814    |
| 10 marzo 2023     | San Paolo            | Brasile             | Stadio Morumbi                             | 31 ; 32            | 439.651 / 439.651                 | $40.104.880    |
| 11 marzo 2023     | San Paolo            | Brasile             | Stadio Morumbi                             | 31 ; 32            | 439.651 / 439.651                 | $40.104.880    |
| 13 marzo 2023     | San Paolo            | Brasile             | Stadio Morumbi                             | 31 ; 32            | 439.651 / 439.651                 | $40.104.880    |
| 14 marzo 2023     | San Paolo            | Brasile             | Stadio Morumbi                             | 31 ; 32            | 439.651 / 439.651                 | $40.104.880    |
| 17 marzo 2023     | San Paolo            | Brasile             | Stadio Morumbi                             | 31 ; 32            | 439.651 / 439.651                 | $40.104.880    |
| 18 marzo 2023     | San Paolo            | Brasile             | Stadio Morumbi                             | 31 ; 32            | 439.651 / 439.651                 | $40.104.880    |
| 21 marzo 2023     | Curitiba             | Brasile             | Stadio Major Antônio Couto Pereira         | 31 ; 33            | 85.776 / 85.776                   | $8.126.841     |
| 22 marzo 2023     | Curitiba             | Brasile             | Stadio Major Antônio Couto Pereira         | 31 ; 33            | 85.776 / 85.776                   | $8.126.841     |
| 25 marzo 2023     | Rio de Janeiro       | Brasile             | Stadio olimpico Nilton Santos              | 31 ; 33            | 211.012 / 211.012                 | $17.204.664    |
| 26 marzo 2023     | Rio de Janeiro       | Brasile             | Stadio olimpico Nilton Santos              | 31 ; 33            | 211.012 / 211.012                 | $17.204.664    |
| 28 marzo 2023     | Rio de Janeiro       | Brasile             | Stadio olimpico Nilton Santos              | 31 ; 33            | 211.012 / 211.012                 | $17.204.664    |
| Europa            |                      |                     |                                            |                    |                                   |                |
| 17 maggio 2023    | Coimbra              | Portogallo          | Stadio Città di Coimbra                    | 21 ; 34            | 208.284 / 208.284                 | $21.473.885    |
| 18 maggio 2023    | Coimbra              | Portogallo          | Stadio Città di Coimbra                    | 21 ; 34            | 208.284 / 208.284                 | $21.473.885    |
| 20 maggio 2023    | Coimbra              | Portogallo          | Stadio Città di Coimbra                    | 21 ; 34            | 208.284 / 208.284                 | $21.473.885    |
| 21 maggio 2023    | Coimbra              | Portogallo          | Stadio Città di Coimbra                    | 21 ; 34            | 208.284 / 208.284                 | $21.473.885    |
| 24 maggio 2023    | Barcellona           | Spagna              | Stadio olimpico Lluís Companys             | 31 ; 35            | 224.761 / 224.761                 | $27.262.896    |
| 25 maggio 2023    | Barcellona           | Spagna              | Stadio olimpico Lluís Companys             | 31 ; 35            | 224.761 / 224.761                 | $27.262.896    |
| 27 maggio 2023    | Barcellona           | Spagna              | Stadio olimpico Lluís Companys             | 31 ; 36            | 224.761 / 224.761                 | $27.262.896    |
| 28 maggio 2023    | Barcellona           | Spagna              | Stadio olimpico Lluís Companys             | 31 ; 36            | 224.761 / 224.761                 | $27.262.896    |
| 31 maggio 2023    | Manchester           | Regno Unito         | Etihad Stadium                             | 31 ; 37            | 195.874 / 195.874                 | $24.164.085    |
| 1º giugno 2023    | Manchester           | Regno Unito         | Etihad Stadium                             | 31 ; 37            | 195.874 / 195.874                 | $24.164.085    |
| 3 giugno 2023     | Manchester           | Regno Unito         | Etihad Stadium                             | 31 ; 37            | 195.874 / 195.874                 | $24.164.085    |
| 4 giugno 2023     | Manchester           | Regno Unito         | Etihad Stadium                             | 31 ; 37            | 195.874 / 195.874                 | $24.164.085    |
| 6 giugno 2023     | Cardiff              | Regno Unito         | Millennium Stadium                         | 31 ; 38            | 119.280 / 119.280                 | $14.151.135    |
| 7 giugno 2023     | Cardiff              | Regno Unito         | Millennium Stadium                         | 31 ; 38            | 119.280 / 119.280                 | $14.151.135    |
| 21 giugno 2023    | Napoli               | Italia              | Stadio Diego Armando Maradona              | 31 ; 39            | 93.341 / 93.341                   | $9.856.532     |
| 22 giugno 2023    | Napoli               | Italia              | Stadio Diego Armando Maradona              | 31 ; 39            | 93.341 / 93.341                   | $9.856.532     |
| 25 giugno 2023    | Milano               | Italia              | Stadio Giuseppe Meazza                     | 31 ; 40            | 249.560 / 249.560                 | $29.439.179    |
| 26 giugno 2023    | Milano               | Italia              | Stadio Giuseppe Meazza                     | 31 ; 40            | 249.560 / 249.560                 | $29.439.179    |
| 28 giugno 2023    | Milano               | Italia              | Stadio Giuseppe Meazza                     | 31 ; 40            | 249.560 / 249.560                 | $29.439.179    |
| 29 giugno 2023    | Milano               | Italia              | Stadio Giuseppe Meazza                     | 31 ; 40            | 249.560 / 249.560                 | $29.439.179    |
| 1º luglio 2023    | Zurigo               | Svizzera            | Letzigrund                                 | 21 ; 41            | 95.055 / 95.055                   | $14.972.412    |
| 2 luglio 2023     | Zurigo               | Svizzera            | Letzigrund                                 | 21 ; 41            | 95.055 / 95.055                   | $14.972.412    |
| 5 luglio 2023     | Copenaghen           | Danimarca           | Stadio Parken                              | 21 ; 42            | 98.646 / 98.646                   | $12.230.709    |
| 6 luglio 2023     | Copenaghen           | Danimarca           | Stadio Parken                              | 21 ; 42            | 98.646 / 98.646                   | $12.230.709    |
| 8 luglio 2023     | Göteborg             | Svezia              | Ullevi                                     | 21 ; 43            | 267.180 / 267.180                 | $26.242.820    |
| 9 luglio 2023     | Göteborg             | Svezia              | Ullevi                                     | 21 ; 43            | 267.180 / 267.180                 | $26.242.820    |
| 11 luglio 2023    | Göteborg             | Svezia              | Ullevi                                     | 21 ; 43            | 267.180 / 267.180                 | $26.242.820    |
| 12 luglio 2023    | Göteborg             | Svezia              | Ullevi                                     | 21 ; 43            | 267.180 / 267.180                 | $26.242.820    |
| 15 luglio 2023    | Amsterdam            | Paesi Bassi         | Johan Cruijff Arena                        | 21 ; 44            | 217.609 / 217.609                 | $30.322.573    |
| 16 luglio 2023    | Amsterdam            | Paesi Bassi         | Johan Cruijff Arena                        | 21 ; 44            | 217.609 / 217.609                 | $30.322.573    |
| 18 luglio 2023    | Amsterdam            | Paesi Bassi         | Johan Cruijff Arena                        | 21 ; 44            | 217.609 / 217.609                 | $30.322.573    |
| 19 luglio 2023    | Amsterdam            | Paesi Bassi         | Johan Cruijff Arena                        | 21 ; 44            | 217.609 / 217.609                 | $30.322.573    |
| Nord America      |                      |                     |                                            |                    |                                   |                |
| 20 settembre 2023 | Seattle              | Stati Uniti         | Lumen Field                                | 1 ; 45             | 60.342 / 60.342                   | $8.124.415     |
| 22 settembre 2023 | Vancouver            | Canada              | BC Place                                   | 1 ; 45             | 89.645 / 89.645                   | $12.405.571    |
| 23 settembre 2023 | Vancouver            | Canada              | BC Place                                   | 1 ; 45             | 89.645 / 89.645                   | $12.405.571    |
| 27 settembre 2023 | San Diego            | Stati Uniti         | Snapdragon Stadium                         | 1 ; 45             | 64.130 / 64.130                   | $10.355.147    |
| 28 settembre 2023 | San Diego            | Stati Uniti         | Snapdragon Stadium                         | 1 ; 45             | 64.130 / 64.130                   | $10.355.147    |
| 30 settembre 2023 | Pasadena             | Stati Uniti         | Rose Bowl                                  | 1 ; 45             | 136.043 / 136.043                 | $19.019.116    |
| 1º ottobre 2023   | Pasadena             | Stati Uniti         | Rose Bowl                                  | 1 ; 45             | 136.043 / 136.043                 | $19.019.116    |
| Asia              |                      |                     |                                            |                    |                                   |                |
| 6 novembre 2023   | Tokyo                | Giappone            | Tokyo Dome                                 | 49                 | 97.267 / 97.267                   | $13.726.445    |
| 7 novembre 2023   | Tokyo                | Giappone            | Tokyo Dome                                 | 49                 | 97.267 / 97.267                   | $13.726.445    |
| 11 novembre 2023  | Kaohsiung            | Taiwan              | Stadio nazionale di Kaohsiung              | 50                 | 102.949 / 102.949                 | $15.159.017    |
| 12 novembre 2023  | Kaohsiung            | Taiwan              | Stadio nazionale di Kaohsiung              | 50                 | 102.949 / 102.949                 | $15.159.017    |
| 15 novembre 2023  | Giacarta             | Indonesia           | Stadio Gelora Bung Karno                   | 51                 | 78.541 / 78.541                   | $13.893.822    |
| Oceania           |                      |                     |                                            |                    |                                   |                |
| 18 novembre 2023  | Perth                | Australia           | Optus Stadium                              | 46 ; 47            | 124.883 / 124.883                 | $13.888.883    |
| 19 novembre 2023  | Perth                | Australia           | Optus Stadium                              | 46 ; 47            | 124.883 / 124.883                 | $13.888.883    |
| Asia              |                      |                     |                                            |                    |                                   |                |
| 22 novembre 2023  | Kuala Lumpur         | Malaysia            | Stadio nazionale                           | 52                 | 81.812 / 81.812                   | $10.904.369    |
| 19 gennaio 2024   | Bocaue               | Filippine           | Arena delle Filippine                      | 53                 | 96.079 / 96.079                   | $15.425.465    |
| 20 gennaio 2024   | Bocaue               | Filippine           | Arena delle Filippine                      | 53                 | 96.079 / 96.079                   | $15.425.465    |
| 23 gennaio 2024   | Singapore            | Singapore           | Stadio Nazionale di Singapore              | 54 ; 55            | 321.113 / 321.113                 | $43.362.247    |
| 24 gennaio 2024   | Singapore            | Singapore           | Stadio Nazionale di Singapore              | 54 ; 55            | 321.113 / 321.113                 | $43.362.247    |
| 26 gennaio 2024   | Singapore            | Singapore           | Stadio Nazionale di Singapore              | 54 ; 55            | 321.113 / 321.113                 | $43.362.247    |
| 27 gennaio 2024   | Singapore            | Singapore           | Stadio Nazionale di Singapore              | 55 ; 56            | 321.113 / 321.113                 | $43.362.247    |
| 30 gennaio 2024   | Singapore            | Singapore           | Stadio Nazionale di Singapore              | 55 ; 56            | 321.113 / 321.113                 | $43.362.247    |
| 31 gennaio 2024   | Singapore            | Singapore           | Stadio Nazionale di Singapore              | 55 ; 56            | 321.113 / 321.113                 | $43.362.247    |
| 3 febbraio 2024   | Bangkok              | Thailandia          | Stadio Rajamangala                         | 57                 | 106.027 / 106.027                 | $16.878.887    |
| 4 febbraio 2024   | Bangkok              | Thailandia          | Stadio Rajamangala                         | 57                 | 106.027 / 106.027                 | $16.878.887    |
| Europa            |                      |                     |                                            |                    |                                   |                |
| 8 giugno 2024     | Atene                | Grecia              | Stadio Olimpico                            | 58 ; 59            | 139.459 / 139.459                 | $14.659.812    |
| 9 giugno 2024     | Atene                | Grecia              | Stadio Olimpico                            | 58 ; 59            | 139.459 / 139.459                 | $14.659.812    |
| 12 giugno 2024    | Bucarest             | Romania             | Arena Națională                            | 58 ; 60            | 105.420 / 105.420                 | $11.517.472    |
| 13 giugno 2024    | Bucarest             | Romania             | Arena Națională                            | 58 ; 60            | 105.420 / 105.420                 | $11.517.472    |
| 16 giugno 2024    | Budapest             | Ungheria            | Puskás Aréna                               | 58 ; 61            | 166.771 / 166.771                 | $17.042.753    |
| 18 giugno 2024    | Budapest             | Ungheria            | Puskás Aréna                               | 58 ; 61            | 166.771 / 166.771                 | $17.042.753    |
| 19 giugno 2024    | Budapest             | Ungheria            | Puskás Aréna                               | 58 ; 61            | 166.771 / 166.771                 | $17.042.753    |
| 22 giugno 2024    | Lione                | Francia             | Groupama Stadium                           | 62 ; 63            | 164.641 / 164.461                 | $21.581.208    |
| 23 giugno 2024    | Lione                | Francia             | Groupama Stadium                           | 62 ; 63            | 164.641 / 164.461                 | $21.581.208    |
| 25 giugno 2024    | Lione                | Francia             | Groupama Stadium                           | 62 ; 63            | 164.641 / 164.461                 | $21.581.208    |
| 29 giugno 2024    | Bristol              | Regno Unito         | Glastonbury Festival                       |                    |                                   |                |
| 12 luglio 2024    | Roma                 | Italia              | Stadio Olimpico                            | 62 ; 64            | 251.771 / 251.771                 | $29.378.307    |
| 13 luglio 2024    | Roma                 | Italia              | Stadio Olimpico                            | 62 ; 64            | 251.771 / 251.771                 | $29.378.307    |
| 15 luglio 2024    | Roma                 | Italia              | Stadio Olimpico                            | 62 ; 64            | 251.771 / 251.771                 | $29.378.307    |
| 16 luglio 2024    | Roma                 | Italia              | Stadio Olimpico                            | 62 ; 64            | 251.771 / 251.771                 | $29.378.307    |
| 20 luglio 2024    | Düsseldorf           | Germania            | Merkur Spiel-Arena                         | 62 ; 65            | 145.402 / 145.402                 | $19.465.043    |
| 21 luglio 2024    | Düsseldorf           | Germania            | Merkur Spiel-Arena                         | 62 ; 65            | 145.402 / 145.402                 | $19.465.043    |
| 23 luglio 2024    | Düsseldorf           | Germania            | Merkur Spiel-Arena                         | 62 ; 65            | 145.402 / 145.402                 | $19.465.043    |
| 27 luglio 2024    | Helsinki             | Finlandia           | Stadio Olimpico                            | 58 ; 66            | 178.033 / 178.033                 | $23.311.075    |
| 28 luglio 2024    | Helsinki             | Finlandia           | Stadio Olimpico                            | 58 ; 66            | 178.033 / 178.033                 | $23.311.075    |
| 30 luglio 2024    | Helsinki             | Finlandia           | Stadio Olimpico                            | 58 ; 66            | 178.033 / 178.033                 | $23.311.075    |
| 31 luglio 2024    | Helsinki             | Finlandia           | Stadio Olimpico                            | 58 ; 66            | 178.033 / 178.033                 | $23.311.075    |
| 15 agosto 2024    | Monaco di Baviera    | Germania            | Stadio Olimpico                            | 67 ; 68            | 210.192 / 210.192                 | $28.587.643    |
| 17 agosto 2024    | Monaco di Baviera    | Germania            | Stadio Olimpico                            | 67 ; 68            | 210.192 / 210.192                 | $28.587.643    |
| 18 agosto 2024    | Monaco di Baviera    | Germania            | Stadio Olimpico                            | 67 ; 68            | 210.192 / 210.192                 | $28.587.643    |
| 21 agosto 2024    | Vienna               | Austria             | Stadio Ernst Happel                        | 67 ; 69            | 251.399 / 251.399                 | $33.030.164    |
| 22 agosto 2024    | Vienna               | Austria             | Stadio Ernst Happel                        | 67 ; 69            | 251.399 / 251.399                 | $33.030.164    |
| 24 agosto 2024    | Vienna               | Austria             | Stadio Ernst Happel                        | 67 ; 69            | 251.399 / 251.399                 | $33.030.164    |
| 25 agosto 2024    | Vienna               | Austria             | Stadio Ernst Happel                        | 67 ; 69            | 251.399 / 251.399                 | $33.030.164    |
| 29 agosto 2024    | Dublino              | Irlanda             | Croke Park                                 | 67 ; 70            | 329.200 / 329.200                 | $49.520.804    |
| 30 agosto 2024    | Dublino              | Irlanda             | Croke Park                                 | 67 ; 70            | 329.200 / 329.200                 | $49.520.804    |
| 1º settembre 2024 | Dublino              | Irlanda             | Croke Park                                 | 67 ; 70            | 329.200 / 329.200                 | $49.520.804    |
| 2 settembre 2024  | Dublino              | Irlanda             | Croke Park                                 | 67 ; 70            | 329.200 / 329.200                 | $49.520.804    |
| Oceania           |                      |                     |                                            |                    |                                   |                |
| 30 ottobre 2024   | Melbourne            | Australia           | Marvel Stadium                             | 71 ; 72            | 229.120 / 229.120                 | $28.849.369    |
| 31 ottobre 2024   | Melbourne            | Australia           | Marvel Stadium                             | 71 ; 72            | 229.120 / 229.120                 | $28.849.369    |
| 2 novembre 2024   | Melbourne            | Australia           | Marvel Stadium                             | 71 ; 72            | 229.120 / 229.120                 | $28.849.369    |
| 3 novembre 2024   | Melbourne            | Australia           | Marvel Stadium                             | 71 ; 72            | 229.120 / 229.120                 | $28.849.369    |
| 6 novembre 2024   | Sydney               | Australia           | Accor Stadium                              | 71 ; 72            | 325.072 / 325.072                 | $37.848.426    |
| 7 novembre 2024   | Sydney               | Australia           | Accor Stadium                              | 71 ; 72            | 325.072 / 325.072                 | $37.848.426    |
| 9 novembre 2024   | Sydney               | Australia           | Accor Stadium                              | 71 ; 72            | 325.072 / 325.072                 | $37.848.426    |
| 10 novembre 2024  | Sydney               | Australia           | Accor Stadium                              | 71 ; 72            | 325.072 / 325.072                 | $37.848.426    |
| 13 novembre 2024  | Auckland             | Nuova Zelanda       | Eden Park                                  | 71 ; 72            | 169.079 / 169.079                 | $19.276.353    |
| 15 novembre 2024  | Auckland             | Nuova Zelanda       | Eden Park                                  | 71 ; 72            | 169.079 / 169.079                 | $19.276.353    |
| 16 novembre 2024  | Auckland             | Nuova Zelanda       | Eden Park                                  | 71 ; 72            | 169.079 / 169.079                 | $19.276.353    |
| Asia              |                      |                     |                                            |                    |                                   |                |
| 9 gennaio 2025    | Abu Dhabi            | Emirati Arabi Uniti | Stadio Città dello sport Zayed             | 73 ; 74            | 203.160 / 203.160                 | $28.081.406    |
| 11 gennaio 2025   | Abu Dhabi            | Emirati Arabi Uniti | Stadio Città dello sport Zayed             | 73 ; 74            | 203.160 / 203.160                 | $28.081.406    |
| 12 gennaio 2025   | Abu Dhabi            | Emirati Arabi Uniti | Stadio Città dello sport Zayed             | 73 ; 74            | 203.160 / 203.160                 | $28.081.406    |
| 14 gennaio 2025   | Abu Dhabi            | Emirati Arabi Uniti | Stadio Città dello sport Zayed             | 73 ; 74            | 203.160 / 203.160                 | $28.081.406    |
| 19 gennaio 2025   | Mumbai               | India               | DY Patil Stadium                           | 73 ; 74 ; 75       | 163.711 / 163.711                 | $12.819.848    |
| 21 gennaio 2025   | Mumbai               | India               | DY Patil Stadium                           | 73 ; 74 ; 75       | 163.711 / 163.711                 | $12.819.848    |
| 22 gennaio 2025   | Mumbai               | India               | DY Patil Stadium                           | 73 ; 74 ; 75       | 163.711 / 163.711                 | $12.819.848    |
| 25 gennaio 2025   | Ahmedabad            | India               | Narendra Modi Stadium                      | 73 ; 74 ; 75       | 223.570 / 223.570                 | $15.696.814    |
| 26 gennaio 2025   | Ahmedabad            | India               | Narendra Modi Stadium                      | 73 ; 74 ; 75       | 223.570 / 223.570                 | $15.696.814    |
| 8 aprile 2025     | Hong Kong            | Hong Kong           | Kai Tak Stadium                            | 76                 |                                   |                |
| 9 aprile 2025     | Hong Kong            | Hong Kong           | Kai Tak Stadium                            | 76                 |                                   |                |
| 11 aprile 2025    | Hong Kong            | Hong Kong           | Kai Tak Stadium                            | 76                 |                                   |                |
| 12 aprile 2025    | Hong Kong            | Hong Kong           | Kai Tak Stadium                            | 76                 |                                   |                |
| 16 aprile 2025    | Seul                 | Corea del Sud       | Goyang Stadium                             | 77                 | N.D.                              | N.D.           |
| 18 aprile 2025    | Seul                 | Corea del Sud       | Goyang Stadium                             | 77                 | N.D.                              | N.D.           |
| 19 aprile 2025    | Seul                 | Corea del Sud       | Goyang Stadium                             | 77                 | N.D.                              | N.D.           |
| 22 aprile 2025    | Seul                 | Corea del Sud       | Goyang Stadium                             | 77                 | N.D.                              | N.D.           |
| 24 aprile 2025    | Seul                 | Corea del Sud       | Goyang Stadium                             | 77                 | N.D.                              | N.D.           |
| 25 aprile 2025    | Seul                 | Corea del Sud       | Goyang Stadium                             | 77                 | N.D.                              | N.D.           |
| Nord America      |                      |                     |                                            |                    |                                   |                |
| 31 maggio 2025    | Stanford             | Stati Uniti         | Stanford Stadium                           | 73 ; 78            |                                   |                |
| 1º giugno 2025    | Stanford             | Stati Uniti         | Stanford Stadium                           | 73 ; 78            |                                   |                |
| 6 giugno 2025     | Las Vegas            | Stati Uniti         | Allegiant Stadium                          | 73 ; 78            |                                   |                |
| 7 giugno 2025     | Las Vegas            | Stati Uniti         | Allegiant Stadium                          | 73 ; 78            |                                   |                |
| 10 giugno 2025    | Denver               | Stati Uniti         | Empower Field at Mile High                 | 73 ; 78            |                                   |                |
| 13 giugno 2025    | El Paso              | Stati Uniti         | Sun Bowl Stadium                           | 73 ; 78            |                                   |                |
| 14 giugno 2025    | El Paso              | Stati Uniti         | Sun Bowl Stadium                           | 73 ; 78            |                                   |                |
| 7 luglio 2025     | Toronto              | Canada              | Rogers Centre                              | 71 ; 73            |                                   |                |
| 8 luglio 2025     | Toronto              | Canada              | Rogers Centre                              | 71 ; 73            |                                   |                |
| 11 luglio 2025    | Toronto              | Canada              | Rogers Centre                              | 71 ; 73            |                                   |                |
| 12 luglio 2025    | Toronto              | Canada              | Rogers Centre                              | 71 ; 73            |                                   |                |
| 15 luglio 2025    | Boston               | Stati Uniti         | Gillette Stadium                           | 71 ; 73            |                                   |                |
| 16 luglio 2025    | Boston               | Stati Uniti         | Gillette Stadium                           | 71 ; 73            |                                   |                |
| 19 luglio 2025    | Madison              | Stati Uniti         | Camp Randall Stadium                       | 71 ; 73            |                                   |                |
| 22 luglio 2025    | Nashville            | Stati Uniti         | Nissan Stadium                             | 71 ; 73            |                                   |                |
| 26 luglio 2025    | Miami                | Stati Uniti         | Hard Rock Stadium                          | 71 ; 73            |                                   |                |
| 27 luglio 2025    | Miami                | Stati Uniti         | Hard Rock Stadium                          | 71 ; 73            |                                   |                |
| Europa            |                      |                     |                                            |                    |                                   |                |
| 18 agosto 2025    | Kingston upon Hull   | Regno Unito         | Craven Park                                |                    | N.D.                              | N.D.           |
| 19 agosto 2025    | Kingston upon Hull   | Regno Unito         | Craven Park                                |                    | N.D.                              | N.D.           |
| 22 agosto 2025    | Londra               | Regno Unito         | Stadio di Wembley                          | N.D.               | N.D.                              |                |
| 23 agosto 2025    | Londra               | Regno Unito         | Stadio di Wembley                          | N.D.               | N.D.                              |                |
| 26 agosto 2025    | Londra               | Regno Unito         | Stadio di Wembley                          | N.D.               | N.D.                              |                |
| 27 agosto 2025    | Londra               | Regno Unito         | Stadio di Wembley                          | N.D.               | N.D.                              |                |
| 30 agosto 2025    | Londra               | Regno Unito         | Stadio di Wembley                          | N.D.               | N.D.                              |                |
| 31 agosto 2025    | Londra               | Regno Unito         | Stadio di Wembley                          | N.D.               | N.D.                              |                |
| 3 settembre 2025  | Londra               | Regno Unito         | Stadio di Wembley                          | N.D.               | N.D.                              |                |
| 4 settembre 2025  | Londra               | Regno Unito         | Stadio di Wembley                          | N.D.               | N.D.                              |                |
| 7 settembre 2025  | Londra               | Regno Unito         | Stadio di Wembley                          | N.D.               | N.D.                              |                |
| 8 settembre 2025  | Londra               | Regno Unito         | Stadio di Wembley                          | N.D.               | N.D.                              |                |
| Totale            | Totale               | Totale              | Totale                                     | Totale             | 10.923.399 / 10.923.399 (100%)    | $1.201.654.283 |

### Date annullate
| Date           | Città     | Stato       | Luogo        | Motivo                        | Ref.   |
| -------------- | --------- | ----------- | ------------ | ----------------------------- | ------ |
| 26 aprile 2022 | Inglewood | Stati Uniti | SoFi Stadium | Motivi logistici e produttivi | [ 22 ] |
| 30 aprile 2022 | Inglewood | Stati Uniti | SoFi Stadium | Motivi logistici e produttivi | [ 22 ] |